# Gagea czatkalica
Gagea czatkalica är en liljeväxtart som beskrevs av Igor Germanovich Levichev. Gagea czatkalica ingår i Vårlökssläktet och i familjen liljeväxter. Inga underarter finns listade.